# 伊藤盛景
伊藤 盛景（いとう もりかげ）は、戦国時代から安土桃山時代にかけての武将、大名。美濃舟岡城主、のちに美濃大垣城主。豊臣家の家臣。

## 経歴
美濃舟岡城主の伊藤祐重の子。
初名は祐盛（すけもり）。豊臣秀吉に仕えて、従五位下長門守に叙任された。
天正18年（1590年）の小田原の役に従軍。秀吉本陣の前備衆の一つで320人を率いた。3万石に加増され、美濃大垣城を与えられた。
天正20年（1592年）の肥前名護屋城普請と、文禄3年（1594年）の伏見城普請工事に参加。４千石加増。その間の文禄の役では、名護屋在陣衆として1,000人の兵を率いて滞陣したが、出征はしなかった。
文禄4年（1595年）、豊臣秀次切腹事件に連座して叱責処罰を受けた。この頃、加増あって知行3万4千石。
慶長元年大垣城に初めて３層の天守閣を造立す。
慶長4年（1599年）に致仕して隠居した。家督は子・盛正が継いだ。